# Redondense Futebol Clube
El Redondense FC es un equipo de fútbol de Portugal que juega en la Liga Regional de Evora, la cuarta división de fútbol en el país.

## Historia
Fue fundado el 1 de mayo de 1940 en la ciudad de Redondo, Portugal del distrito de Évora como parte de la organización Redondense que participa en otros deportes como balonmano, voleibol y fútbol sala. Está asociacdo a la Asociación de Fútbol de Évora por lo que puede jugar los torneos organizados por la asociación.
En su historial cuenta solo con títulos regionales, y principalmente han estado en las divisiones regionales, aunque han tenido algunas temporadas en las desaparecidas segunda y tercera categoría; así como pocas apariciones en la Copa de Portugal.

## Palmarés
- Liga Regional de Évora: 1

2017/18
- División de Honor de Évora: 1

2010/11
- Primera División de Évora: 1

1980/81
- Copa de Évora: 1

2010/11